# The Call of the Wild (2020)
The Call of the Wild (prt: O Apelo Selvagem; bra: O Chamado da Floresta) é um filme americano de aventura de live-action de 2020, baseado no romance de 1903, The Call of the Wild. É o primeiro filme da 20th Century Fox lançado sob o novo nome de 20th Century Studios. O filme é dirigido por Chris Sanders, escrito por Michael Green, e estrelado por Harrison Ford, Dan Stevens, Omar Sy, Karen Gillan, Bradley Whitford e Colin Woodell.

## Enredo
Um cão domesticado misto de são-bernardo e scotch collie chamado Buck é roubado de sua casa em Santa Clara, Califórnia, e vendido a transportadores de carga no Yukon. Mesmo com as dificuldades da vida selvagem, com o tempo, o alvo é um garimpeiro que se torna seu melhor amigo.

## Elenco
- Harrison Ford como John Thornton
- Dan Stevens como Hal
- Omar Sy como Perrault
- Karen Gillan como Mercedes
- Bradley Whitford como Judge Miller
- Colin Woodell como Charles
- Scott MacDonald como Dawson
- Cara Gee como Françoise

## Produção
Em outubro de 2017, foi anunciado que a 20th Century Fox estava desenvolvendo a adaptação cinematográfica do romance Jack London de 1903, The Call of the Wild, ambientado em Yukon por volta de 1890 sobre a Corrida do Ouro de Klondike, que seria dirigido por Chris Sanders a partir do roteiro de Michael Green, e seria produzido por Erwin Stoff.
Em julho de 2018, Harrison Ford e Dan Stevens foram escalados para o filme, com Ford estrelando como John Thornton, que está em busca de ouro. O filme receberia, pesados efeitos especiais do MPC Montréal. Em agosto de 2018, Colin Woodell se juntou ao elenco. Em setembro, Omar Su e Karen Gillan foram adicionados ao elenco. Em outubro, Bradley Whitford se juntou ao elenco, com Cara Gee em novembro.
A fotografia principal do filme começou no final de setembro de 2018 em Los Angeles.

## Música
Em janeiro de 2019, foi anunciado que John Powell comporá a trilha sonora do filme. Powell colaborou anteriormente com Sanders no filme de animação da DreamWorks Animation de 2010, How to Train Your Dragon.
Powell gravou e mixou a partitura para The Call of the Wild, em Los Angeles. Ele lista seus colaboradores de longa data Batu Sener e Paul Mounsey como compositores adicionais na trilha sonora, que será lançada pela Hollywood Records em 20 de fevereiro de 2020.
A tracklist do álbum da trilha sonora foi revelada nas mídias sociais de John Powell.
1. Wake the Girls
2. Train North
3. Skagway, Alaska
4. Snowy Climb
5. First Sledding Attempt
6. The Ghost Wolf of Dreams
7. Joining the Team
8. Ice Rescue
9. Sometimes Nature's Cruel and Gods Fight
10. Buck Takes the Lead
11. We Carry Love
12. Couldn't Find the Words
13. Overpacked Sled
14. Newfangled Telegram
15. In My Bed?
16. Buck & Thornton's Big Adventure
17. Finding Bears and Love in the Woods
18. They're All Gone
19. Rewilding
20. Animal Nature
21. Come Say Goodbye
22. What an Adventure
23. The Call of the Wild

## Lançamento
O filme seria originalmente lançado em 25 de dezembro de 2019, mas foi adiado para 21 de fevereiro de 2020, após a aquisição da Fox por Disney, acomodado o lançamento de Star Wars: The Rise of Skywalker e Spies in Disguise.
O filme também será o primeiro filme lançado pelo estúdio sob o nome 20th Century Studios, sendo renomeado como 20th Century Fox para refletir a aquisição. Coincidentemente, a versão de 1935 do filme foi o último filme lançado sob o nome de Twentieth Century Pictures antes de se fundir com a Fox Film para formar a 20th Century-Fox.

## Recepção

### Receita
The Call of the Wild deve arrecadar entre US$ 15 e 20 milhões durante o fim de semana de abertura do Box Office Pro.